# L'Ami Caouette
Pour les articles homonymes, voir Caouette.
Singles de Serge Gainsbourg
Rock Around the Bunker
(1975) Marilou sous la neige
(1976)
L'Ami Caouette est une chanson de Serge Gainsbourg sortie en single en juin 1975.

## Historique
En 1975, Serge Gainsbourg vient d'essuyer trois échecs commerciaux consécutifs avec les albums Histoire de Melody Nelson (1971), Vu de l'extérieur (1973) et Rock Around the Bunker (1975) et n'a connu qu'un succès d'estime avec le single Je suis venu te dire que je m'en vais (1973). Pour se refaire, Gainsbourg produit un titre amusant susceptible de passer à la radio. Pour cela, il puise dans son stock de chansons inédites et ressort Mon ami Caouette, sollicitude en deux vers et  plaisanterie télévisée de 1966 interprétée en duo par Jean-Pierre Cassel et Sacha Distel lors d'un Sacha Show, sous forme de sketch.
Gainsbourg s'inspire pour les paroles d'une fantaisie de Franc-Nohain (1872-1934) intitulée "Sollicitude". Il réécrit et arrange le titre sur un rythme de biguine antillaise. Il l'enregistre en deux jours début juin 1975 sous la direction de Jean-Pierre Sabar et produit par Philippe Lerichomme,, qui vont devenir des collaborateurs réguliers dans la carrière du chanteur. À noter la présence dans les chœurs de Jean Schultheis,, ainsi que celle de Sabar.
Sans être un raz de marée, L'Ami Caouette est diffusé à la radio, permettant à Gainsbourg de passer à la télévision, et arrive à se vendre en single, entrant dans les trente meilleures places du hit-parade en août 1975, devenant ainsi le premier tube de l'été de l'artiste, se vendant à plus de 61 000 exemplaires entre le 24 août au 19 octobre 1975, période durant laquelle il s'est classé, pour finir, à plus de 75 000 exemplaires. Il s'agit à l'époque de la meilleure vente de single de Gainsbourg en solo depuis L'Eau à la bouche en 1960, qui s’était vendu à 100 000 exemplaires.
Le succès de L'Ami Caouette se confirme dans les cours de récré où les enfants la reprennent, mais ce tube ne comble guère Gainsbourg, qui voit une chanson légère triompher au détriment de ses œuvres plus abouties. Gainsbourg admettra dans sa dernière interview réalisée le 14 novembre 1990 qu'il s'agit d'« une connerie monumentale ».
Le 45 tours n'est pas diffusé à la radio montréalaise en raison de l'homonymie avec un politicien local, Réal Caouette.

## Classements hebdomadaires
| Classement (1975)                       | Meilleure place |
| --------------------------------------- | --------------- |
| France (IFOP)                           | 25              |
| Belgique (Wallonie Ultratop 50 Singles) | 31              |